# A.D. Miles
Anthony David 'A.D.' Miles (North Carolina, 8 november 1971) is een Amerikaans acteur, filmregisseur, filmproducent, scenarioschrijver en komiek.

## Filmografie

### Acteur

#### Films
Uitgezonderd korte films.
- 2023 First Time Female Director - als Buddy
- 2020 Wet Hot American Summer: Original Cast Live Read - als Gary
- 2019 Between Two Ferns: The Movie - als Michael
- 2009 Balls Out: Gary the Tennis Coach – als Steve Pimble
- 2008 Role Models – als Martin
- 2008 Speed Freaks – als Timmy
- 2007 The Ten – als Oliver Jennings
- 2006 The Pleasure of Your Company – als Bill
- 2005 The Baxter – als Bar Baxter
- 2003 Uptown Girls – als telefoon verkoper
- 2002 Stella Shorts 1998-2002 – als terrorist / honkbalspeler / pelgrim / Robert / visser
- 2001 Thirteen Conversations About One Thing – als collega
- 2001 Wet Hot American Summer – als Gary
- 2001 The Believer – als Guy Danielsen
- 2000 Bamboozled – als Aaron
- 2000 Endsville – als internet jongen

#### Televisieseries
Uitgezonderd eenmalige gastrollen.
- 2020 Hoops - als Matty - 10 afl.
- 2014-2018 The Tonight Show Starring Jimmy Fallon - als diverse karakters - 39 afl.
- 2017 Wet Hot American Summer: Ten Years Later - als Gary - 5 afl.
- 2015 Wet Hot American Summer: First Day of Camp - als Gary - 5 afl.
- 2009-2013 Late Night with Jimmy Fallon – als diverse karakters – 66 afl.
- 2007-2009 Wainy Days – als Miles – 11 afl.
- 2007-2009 Tim and Eric Awesome Show, Great Job! – als Glen Tennis – 3 afl.
- 2008 Horrible People – als Michael – 10 afl.
- 2004 Reno 911! – als Keith – 2 afl.
- 2006 Dog Bites Man – als Marty Shonson – 9 afl.
- 2002-2005 Law & Order: Criminal Intent – als Zach – 3 afl.

### Filmregisseur
- 2010 Saturday Night Live Presents: Sports All-Stars - film
- 2009 Hot Sluts – televisieserie – 6 afl.
- 2009 Saturday Night Live Sports Extra '09 – film
- 2008 Horrible People – televisieserie – 10 afl.
- 2007 Wainy Days – televisieserie – 1 afl.
- 2006 Saturday Night Live: The Best of Saturday TV Funhouse – film
- 2005 Saturday Night Live – televisieserie – 1 afl.

### Filmproducent
- 2018-2019 Arrested Development - televisieserie - 16 afl.
- 2009 Hot Sluts – televisieserie – 6 afl.
- 2006 Night of Too Many Stars: An Overbooked Event for Autism Education – film
- 2006 Dog Bites Man – televisieserie – 8 afl.
- 200-2001 TV Funhouse – televisieserie – 5 afl.

### Scenarioschrijver
- 2021 Today's Special - film
- 2017-2018 The Gong Show - televisieserie - 11 afl.
- 2014-2017 The Tonight Show Starring Jimmy Fallon - televisieserie 305 afl.
- 2009-2014 Late Night with Jimmy Fallon – televisieserie – 465 afl.
- 2009 Hot Sluts – televisieserie – 6 afl.
- 2008 Horrible People – televisieserie – 10 afl.
- 2008 Speed Freaks – film
- 2007 Wainy Days – televisieserie – 1 afl.
- 2006 Dog Bites Man – televisieserie – 9 afl.
- 2002 Porn 'n Chicken – film
- 2000 Girl Go Boom – korte film